# تپه سوغانلو
تپه سوغانلو مربوط به دوران‌های تاریخی پس از اسلام است و در شهرستان پیرانشهر، بخش مرکزی، روستای سوغانلو واقع شده و این اثر در تاریخ ۱۷ اسفند ۱۳۸۱ با شمارهٔ ثبت ۷۵۲۷ به‌عنوان یکی از آثار ملی ایران به ثبت رسیده است.